# وست ليبرتي (أوهايو)
وست ليبرتي (بالإنجليزية: West Liberty, Ohio)‏ هي بلدة تقع في الولايات المتحدة في مقاطعة لوغان، أوهايو. يقدر عدد سكانها بـ 1,805 نسمة ومساحتها 2.90 كم2 .

## التركيبة السكانية
قام مكتب تعداد الولايات المتحدة بتحديد بيانات التركيبة السكانية لوست ليبرتي في تعداد الولايات المتحدة. في ما يلي، التركيبة السكانية حسب تعدادي 2000 و2010.

### تعداد عام 2000
بلغ عدد سكان وست ليبرتي 1,813 نسمة بحسب تعداد عام 2000، وبلغ عدد الأسر 660 أسرة وعدد العائلات 432 عائلة مقيمة في القرية. في حين سجلت الكثافة السكانية 1,637.7 نسمة لكل ميل مربع (632.3/كم2). وبلغ عدد الوحدات السكنية 698 وحدة بمتوسط كثافة قدره 630.5 نسمة لكل ميل مربع (243.4/كم2).
وتوزع التركيب العرقي للقرية بنسبة 98.46% من البيض و 0.28% من الأمريكيين الأصليين و 0.28% من الأمريكيين ذوي الأصول الآسيوية و 0.11% من سكان جزر المحيط الهادئ و 0.17% من الأمريكيين الأفارقة و 0.72% من عرقين مختلطين أو أكثر.
بلغ عدد الأسر 660 أسرة كانت نسبة 31.8% منها لديها أطفال تحت سن الثامنة عشر تعيش معهم، وبلغت نسبة الأزواج القاطنين مع بعضهم البعض 54.2% من أصل المجموع الكلي للأسر، ونسبة 8.8% من الأسر كان لديها معيلات من الإناث دون وجود شريك، وكانت نسبة 34.4% من غير العائلات. تألفت نسبة 31.4% من أصل جميع الأسر من أفراد ونسبة 13.2% كانوا يعيش معهم شخص وحيد يبلغ من العمر 65 عاماً فما فوق. وبلغ متوسط حجم الأسرة المعيشية 2.98، أما متوسط حجم العائلات فبلغ 2.36.
بلغ العمر الوسطي للسكان 43 عاماً. وكانت نسبة 23.2% من القاطنين تحت سن الثامنة عشر، وكانت نسبة 6.4% بين الثامنة عشر والأربعة وعشرون عاماً، ونسبة 23.5% كانت واقعةً في الفئة العمرية ما بين الخامسة والعشرون حتى والأربعة وأربعون عاماً، ونسبة 19.3% كانت ما بين الخامسة والأربعون حتى الرابعة والستون، ونسبة 27.6% كانت ضمن فئة الخامسة والستون عاماً فما فوق. يوجد لكل 100 أنثى 76.2 ذكر، ويوجد لكل 100 أنثى في الثامنة عشر من عمرها فما فوق 70.2 ذكر.
بلغ متوسط دخل الأسرة في القرية 38,819 دولار، أما متوسط دخل العائلة فبلغ 51,193 دولار. وكان متوسط دخل الذكور 35,000 دولار مقابل 26,518 دولار للإناث. وسجل دخل الفرد الخاص بالقرية 19,083 دولار. وكانت نسبة 4.9% من العائلات ونسبة 5.3% من السكان تحت خط الفقر، وكان من هؤلاء نسبة 6.7% تحت سن الثامنة عشر ونسبة 5.0% في الخامسة والستين من العمر وما فوق.

### تعداد عام 2010
بلغ عدد سكان وست ليبرتي 1,805 نسمة بحسب تعداد عام 2010، وبلغ عدد الأسر 736 أسرة وعدد العائلات 436 عائلة مقيمة في القرية. في حين سجلت الكثافة السكانية 1,611.6 نسمة لكل ميل مربع (622.2/كم2). وبلغ عدد الوحدات السكنية 799 وحدة بمتوسط كثافة قدره 713.4 لكل ميل مربع (275.4/كم2).
وتوزع التركيب العرقي للقرية بنسبة 96.1% من البيض و 0.1% من الأمريكيين الأصليين و 0.6% من الأمريكيين ذوي الأصول الآسيوية و 0.1% من سكان جزر المحيط الهادئ و 1.3% من الأمريكيين الأفارقة و 1.7% من عرقين مختلطين أو أكثر.
بلغ عدد الأسر 736 أسرة كانت نسبة 29.5% منها لديها أطفال تحت سن الثامنة عشر تعيش معهم، وبلغت نسبة الأزواج القاطنين مع بعضهم البعض 45.9% من أصل المجموع الكلي للأسر، ونسبة 9.4% من الأسر كان لديها معيلات من الإناث دون وجود شريك، بينما كانت نسبة 3.9% من الأسر لديها معيلون من الذكور دون وجود شريكة وكانت نسبة 40.8% من غير العائلات. تألفت نسبة 37.9% من أصل جميع الأسر من أفراد ونسبة 21.2% كانوا يعيش معهم شخص وحيد يبلغ من العمر 65 عاماً فما فوق. وبلغ متوسط حجم الأسرة المعيشية 3.00، أما متوسط حجم العائلات فبلغ 2.26.
بلغ العمر الوسطي للسكان 41 عاماً. وكانت نسبة 25.2% من القاطنين تحت سن الثامنة عشر، وكانت نسبة 7.8% بين الثامنة عشر والأربعة وعشرون عاماً، ونسبة 21.5% كانت واقعةً في الفئة العمرية ما بين الخامسة والعشرون حتى والأربعة وأربعون عاماً، ونسبة 22.1% كانت ما بين الخامسة والأربعون حتى الرابعة والستون، ونسبة 23.2% كانت ضمن فئة الخامسة والستون عاماً فما فوق. وتوزع التركيب الجنسي للسكان بنسبة 44.6% ذكور و55.4% إناث.